# Guerrier près d'un tombeau
Guerrier près d'un tombeau, également nommé Arabe près d'un tombeau ou L'Arabe au tombeau, est un tableau orientaliste à l'huile sur toile du peintre français Eugène Delacroix, daté de 1838, et conservé au Musée d'Art de Hiroshima.

## Réalisation
Inspiré par la mission marocaine qu'Eugène Delacroix a rejointe en 1831 pour y servir de peintre officiel, ce tableau a été refusé par le jury du Salon de peinture et de sculpture en 1838. Il est désormais conservé au Musée d'Art de Hiroshima.

## Description
D'après Arlette Sérullaz, ce tableau représente un guerrier arabe en burnous blanc et un cheval sellé de rouge « unis dans une même méditation ». E. Bareste note que le cheval « avance la tête comme pour flairer la main que son maître lui présente ». L'homme représenté serait Ben-Abu, l'un des Marocains de la Garde royale, qui servait comme capitaine de la garde protégeant la mission du gouvernement français.

## Postérité
Alphonse de Calonne note que ce tableau a perdu de la valeur entre sa réalisation et l'année 1852, n'étant estimé cette année-là qu'à 2 152 francs.

## Réalisation

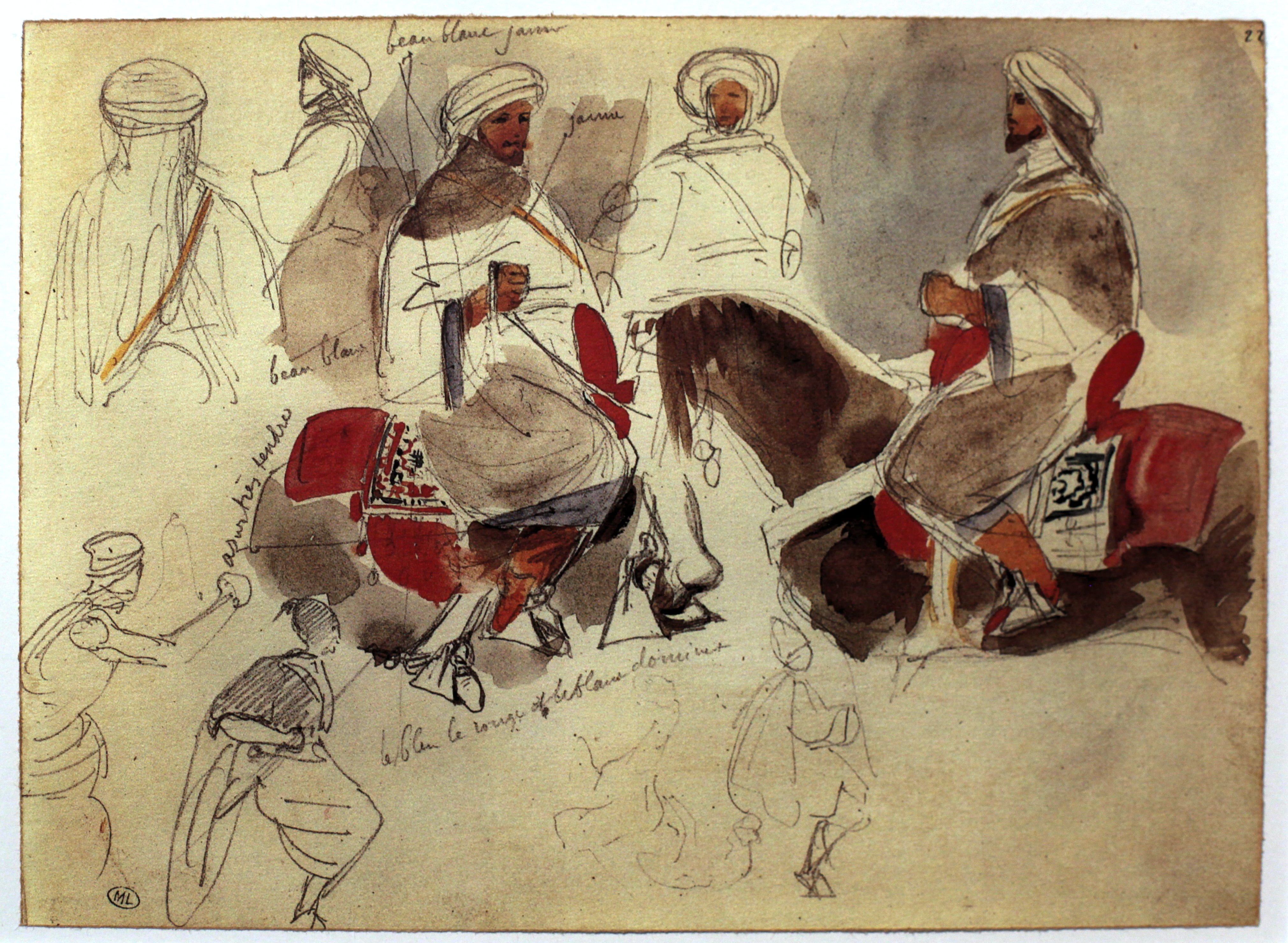
Étude de cavaliers marocains dans le carnet de voyage d'Eugène Delacroix.